# Noussair Mazraoui
Noussair Mazraoui (født 14. november 1997) er en hollandsk-marokkansk professionel fodboldspiller, som spiller for Premier League-klubben Manchester United og Marokkos landshold. 

## Klubkarriere

### Ajax
Mazraoui kom igennem ungdomsakademiet hos Ajax, og debuterede for reserveholdet den 12. august 2016 i en Eerste Divisie-kamp imod Almere City. I november af samme år skrev han sin første professionelle kontrakt med klubben.  Hans førsteholdsdebut kom den 4. februar 2018 i en Eredivisie-kamp imod NAC Breda.
Mazraouis store førsteholdsgennembrud kom i 2018-19 sæsonen, hvor han blev etableret som en fast mand på holdet. Han var i sæsonen med til, at Ajax nåede hele vejen til UEFA Champions League semifinalen, og ved sæsonens udgang blev han kåret som årets unge spiller i klubben.

### Bayern München
Mazraoui skiftede i i juli 2022 til Bayern München. Hans spillede to år i klubben, men begge som rotationsspiller.

### Manchester United
Mazraoui skiftede i august 2024 til Manchester United, og blev ved skiftet genforenet med træner Erik ten Hag, som han havde spillet under i Ajax.

## Landsholdskarriere

### Ungdomslandshold
Mazraoui har repræsenteret Marokko på U/20-niveau.

### Seniorlandshold
Mazraoui debuterede for Marokkos landshold den 8. september 2018.

## Privat
Mazraoui er født i Holland til forældre fra Marokko.